# 長野地方卸売市場
長野地方卸売市場（ながのちほうおろしうりしじょう）は、長野県長野市市場にある市場（地方卸売市場）。青果・水産物を中心に、食肉・花卉なども取り扱う。
株式会社長野地方卸売市場が開設・管理し、長野卸売市場協同組合が事業推進を行う国内有数規模の民設民営卸売市場である。

## 概要
1965年（昭和40年）に長野市若里の、現在のビッグハットの地に開設された青果水産物市場が前身である。周辺の市街化に伴い1970年（昭和45年）ごろから移転が検討される中で、当初公設卸売市場「長野市中央卸売市場」とする構想で市が土地買収を行ったが、折衝の結果1983年（昭和58年）には「民設民営」とする結論に至った。
市場団地は千曲川に犀川が合流する地点の20haほどの三角形の土地で、79社が入場している。1996年（平成8年）には市場団地西の犀川に五輪大橋有料道路が開通したことで長野環状道路を介して各方面へと結ばれることになり、長野県北信地方・新潟県上越地方の100万人の台所を支える市場として機能している。
- 敷地面積 - 202,000m2
- 建物面積 - 61,100m2
- 市場利用区域 - 長野県長野市・千曲市・須坂市・中野市・飯山市・上水内郡・下水内郡・上高井郡・下高井郡・埴科郡、新潟県の一部
- 商圏人口 - 約100万人
- 取扱高 - 197,470t / 66,636,640円（平成30年度）

## 沿革
- 1963年（昭和38年）9月18日 - 長野中央市場協同組合設立。1965年（昭和40年）に前身の青果水産物市場団地が長野市若里（現 若里三丁目）に完成
- 1986年（昭和61年）5月1日 - 株式会社長野地方卸売市場設立。新市場の造成工事が始まる
- 1987年（昭和62年）3月17日 - 長野卸売市場協同組合設立
- 1988年（昭和63年）4月11日 - 真島町川合（現 市場）に、長野地方卸売市場開設
- 1988年（昭和63年）4月25日 - 所在地の町名整理。真島町川合・若穂牛島の各一部を分け、市場が発足
- 2020年（令和2年）  3月31日 - 長野中央市場協同組合解散。
- 2020年（令和 2年） 4月  1日- 本社所在地を移転

## 周辺
- 五輪大橋有料道路料金所・IC
- 長野市長野臨時ヘリポート
- ホワイトリング